# Khalwatiyya

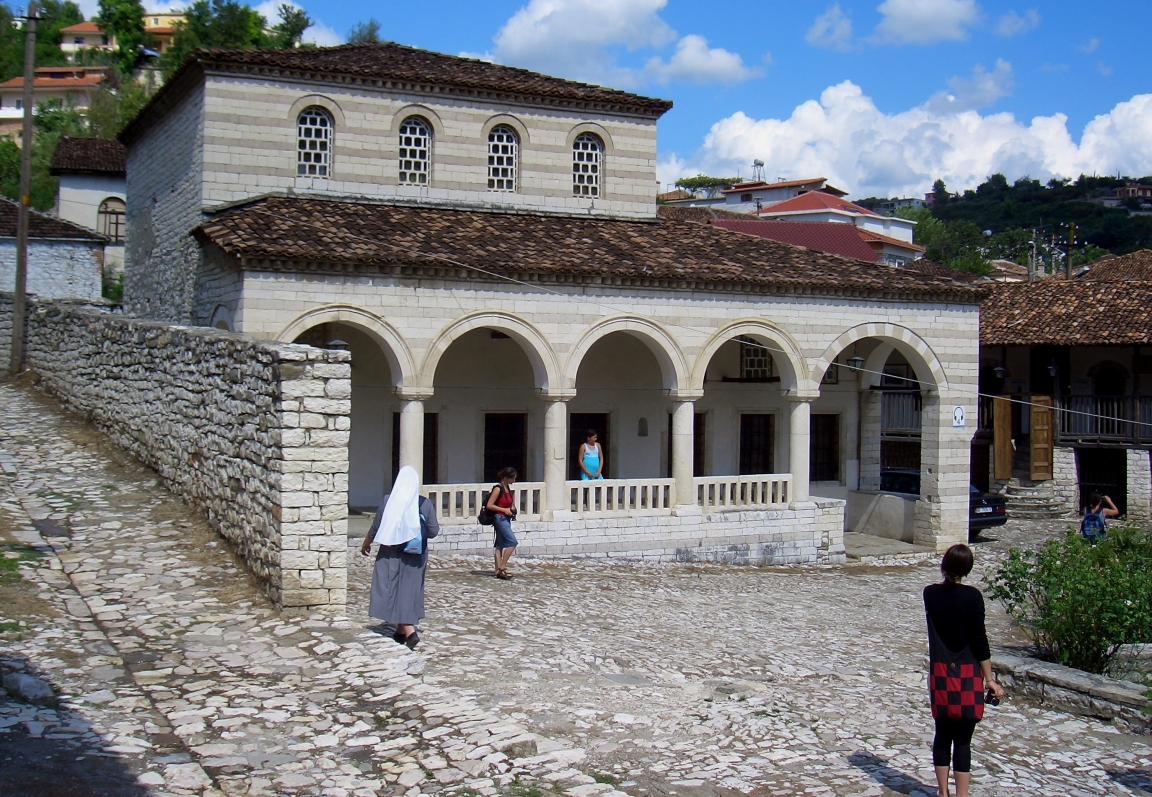
Tekke Halveti. Berat, Albanie.

La Khalwatiyya, Khalwatiya, ou Halveti, (selon l'appellation en Turquie) est une confrérie soufie (tariqa, pl. turuq). Avec la Naqshbandiyya, la Qadiriyya et la Shadhiliyya, elle est une des plus célèbres de confréries. Son nom vient du mot arabe khalwa (خَلْوة), qui signifie « retraite ».
La confrérie a été fondée par Omar al-Khalwati à Hérat (aujourd'hui au Nord-Ouest de l'Afghanistan), mais située alors dans la province médiévale du Grand Khorasan. Toutefois, c'est un disciple d'Omar, Yahya al-Shirvani, qui a fondé la « méthode spirituelle khalwati ». Yahya al-Shirvani (Chirvan, en persan : šīrwān, شیروان, en azéri, Şirvan est une province de la Transcaucasie médiévale située dans l'actuel Azerbaïdjan avec comme capitale historique la ville de Shamakhi) a écrit Wird al-Sattar (« La litanie couvrante »), un texte spirituel lu par les membres de presque toutes les branches de la Khalwatiyya.
La Khalwatiyya est connue pour son rituel strict dans la formation des derviches, et pour l'accent qu'elle met sur la perspective individuelle. La confrérie promeut tout particulièrement l'ascétisme individuel (zuhd) et la retraite (khalwa), se différenciant ainsi des autres tariqa existant à l'époque. 

## Histoire

### Omar al-Khalwati, la fondation de la Khalwatiyyya etSayyidYahya al-Shirvani
Les origines de la Khalwatiyya sont obscures, mais on considère généralement qu'Omar al-Khalwati en est le fondateur, ou son premier « pir », même si son rôle a été plutôt limité. Le cheikh Yahya al-Shirvani (m. 1464) est vu comme le deuxième pir, et ce serait à lui qu'on doit l’extension de la Khalwatiyya. Al-Shirvani vécut à une époque politiquement très instable, marquée par les invasions mongoles. Après ces invasions, les Turcs nomades ont commencé à s'installer dans les centres urbains du monde Islamique. Yahya al-Shirvani a réussi à rallier dix mille personnes à son mouvement. Yahya eut de nombreux disciples populaires et charismatiques qui contribuèrent à l'expansion de la tariqa, parmi lesquels Pir Ilyas.

### XIVe–XVIIesiècles
La Khalwatiyya a connu deux grandes périodes dans son histoire. La première s'étend de la fin du XIVe siècle au XVIIe siècle. Elle concerne les origines et la propagation de la tariqa dans une vaste aire, à cheval aujourd'hui sur une partie de l'Iran, de l'Irak, de la Syrie et de la Turquie. La seconde période va de la fin du XVe siècle jusqu'au milieu du XIXe siècle, mais elle concerne principalement l'Égypte, et elle est considérée comme la période de réforme de la Khalwatiyya. En 1865, la confrérie a perdu de sa popularité, mais beaucoup de ses dirigeants l'avaient quittée pour fonder différentes nouvelles branches qui contribuèrent à l’expansion de l'islam dans toute l'Afrique. La tariqa était surtout active dans les grandes zones urbaines.

### La période de l'empire Ottoman, du sultan Bayazid II et de cheikh Khalifa Chelebi
La Khalwatiyya connut sa plus grande popularité au cours du règne de trente ans du sultan ottoman Bajazet II (1481-1511). Celui-ci pratiquait des rituels soufis, ce qui a amené beaucoup d'ambitieux carriéristes politiques à rejoindre la tariqa. C'est la période où les membres de la classe supérieure militaire ottomane, et les hauts fonctionnaires ont tous été liés à la Khalwatiyya. Le cheikh soufi Chelebi Khalifa (mort en 1520), transféra le siège de la Khalwatiyya de Amasya à Istanbul. Il y transforme une ancienne église en tekke connu comme la mosquée Koca Mustafa Pacha. L'ordre s'est répandu depuis ses origines dans le Moyen-Orient dans les Balkans (surtout dans le sud de la Grèce, au Kosovo et en Macédoine, en l'Égypte, au Soudan et dans presque tout l'Empire Ottoman.

### La période de Sünbül Efendi
Après la mort de Chelebi Khalifa, la direction de la tariqa est transmise à son gendre, Sünbül Efendi (mort en 1529), qui est considéré comme un grand spirituel. Il est aussi connu pour avoir sauvé  la mosquée Koca Mustafa Pacha d'une destruction partielle, le sultan Sélim Ier voulant réutiliser ses matériaux pour les travaux du palais Topkapi. 
Cependant, les oulémas manifestèrent leur hostilité envers de nombreux ordres soufis, et pas seulement la Khalwatiyayya. Leur critique était d'une part de nature politique (ils laissaient entendre que les Khalwati manquaient de fidélité envers l'État ottoman), et d'autre part de nature doctrinale, reprochant aux soufis d'être trop proches de l'islam populaire et trop éloignés de la charia. 

### Les périodes de Wali Sha`ban-i Kastamon et de `Omer el-Fu'ad-i, et du mouvement Kadizadeli
La tariqa se transforme au cours des XVIe et XVIIe siècles, s'intégrant de plus en plus à  la  vie sociale et religieuse ottomane. Un exemple en est la fondation d'une branche par Sha`ban-i Veli (mort en 1569) à Kastamonu. Alors que Sha`ban était un ascète qui a fait profil bas et s'est tenu à l'écart de la vie politique au XVIe siècle et au XVIIe siècle, son disciple spirituel `Omer el-Fu'adi (mort en 1636) a écrit plusieurs livres et traités qui ont cherché à cimenter les doctrines et les pratiques de l'ordre. En outre, il a combattu un sentiment anti-soufi croissant qui devait se manifester durant XVIIe siècle sous la forme du mouvement Kadizadeli (en). C'est également pendant cette période que l'ordre a cherché à réaffirmer son identité sunnite, en se dissociant des chiites de l'ennemi. Sous les règnes de Soliman le Magnifique et de Sélim II, l'ordre connut un renouveau. Il avait en effet des liens avec de nombreux hauts fonctionnaires dans l'administration ottomane et reçut des dons en argent et des biens, ce qui permit de recruter plus de membres.

### Les influences de Niyazi al-Misri
Durant cette période, les membres de la Khalwatiyya perdent le lien qu'ils avaient tissé avec le peuple, alors qu'ils en avaient très proches. Ils tentent alors de purifier leur ordre des éléments de l'Islam populaire, et de se rapprocher de l'orthodoxie. Par la suite, la tariqa s'est subdivisée en plusieurs sous-ordres. Dans les années 1650 apparaît l'un des plus célèbres cheikh Halwati d'Anatolie, Niyazi al-Misr, qui fut célèbre pour sa poésie, son rayonnement spirituel et son opposition publique au gouvernement.

## AuXIXesiècle, l'influence politique
Les membres de la Khwaltiyya  ont été impliqués dans des mouvements politiques jouant un rôle important dans l'insurrection de 'Ahmad Urabi en Égypte. Des groupes Khalwati de haute-Égypte ont protesté contre l'occupation britannique en raison de la hausse des impôts et du travail non rémunéré, éléments qui, ajoutés à la sècheresse, rendaient la vie très difficile dans les années 1870. Leurs protestations se sont mêlées au flux des manifestations nationalistes qui ont amené à l'insurrection Urabi.

## DuXXesiècleà nos jours
La situation varie d'une région à l'autre. En 1945, le gouvernement de l'Albanie a reconnu l'indépendance des principales tariqa et des communautés religieuses, mais cela a pris fin après la révolution culturelle albanaise de 1967. En 1939, il y avait vingt-cinq tekke Khalwatiyya en Macédoine et au Kosovo. En 1925, les ordres ont été abolis en Turquie, et toutes les tekkes et zawiyas ont été fermées et leurs biens confisqués par le gouvernement; il n'y a par ailleurs pas de données disponibles sur le statut de la Khalwatiyya. En Égypte, plusieurs branches de la Khalwatiyya sont toujours actives.
La modernité a touché les ordres, les amenant à avoir différentes formes dans différents environnements. Ils varient selon le lieu, la personnalité du cheikh et les besoins de la communauté. Il peut également y avoir différentes manières de prier, ainsi que des différences dans les types d'association, et dans la nature des relations liant les disciples entre eux ainsi qu'au cheikh.

## LestekkeKhalwati
Le Khalwatiyya avait beaucoup de tekke à Istanbul, la plus célèbre étant la Jerrahi, Ussaki, Sunbuli, Ramazani et Nasuhi[pas clair]. Bien que les tariqa soufis soient maintenant officiellement abolies dans la République de Turquie, elles sont presque toutes devenues des mosquées et/ou des lieux de prière musulmans.

## Pratiques Khalwati
La caractéristique principale de la voie Khalwati a été la retraite (khalwa) périodique qui était exigée de tous les novices. Elle peut durer de trois à quarante jours. La khalwa, pour certaines branches de la Khalwatiyya, est essentielle pour la préparation de l'élève mouride. Le  dhikr collectif suit des règles similaires dans les différentes branches de la Khalwatiyya.

## Branches de la Khalwatiyya
- Khalwatiyya Sammaniyya
- Gulshani
- Jelveti
- Jerrahi
- Karabashi
- Nasuhi
- Rahmaniya[1]
- Tidjaniya[1]
- Sha'bani
- Sunbuli
- Ussakiyya